# Kazankerk (Kolomenskoje)
De Kazankerk, voluit Kerk van het Icoon van de Moeder Gods van Kazan (Russisch: Храм Казанской иконы Божией Матери), is een Russisch-orthodox kerkgebouw in Moskou. De kerk maakt deel uit van het landgoed Kolomenskoje, een verzameling historische gebouwen dat op de lijst van de werelderfgoed prijkt.

## Locatie
De kerk is gelegen aan de Prospekt Andropova 39 te Moskou. Kolomenskoje ligt in het Nagatinski District van het Zuidelijk Administratieve Okroeg van de hoofdstad.

## Geschiedenis
In 1650 liet tsaar Alexis de Kazankerk bouwen ter gelegenheid van de viering van het 100-jarig jubileum van de verovering van Kazan. Hierover bestaat echter verschil van mening. In de 19e eeuw deed het standpunt opgang dat de kerk werd gebouwd ter herinnering aan de verdrijving van de Polen uit Rusland in 1612, een standpunt dat ook werd ingenomen door de vooraanstaande Moskouse kunsthistoricus Vladimir Zgoera (*1903 - †1927). De kerk verving een houten kerk uit 1630 die tsaar Michaël had laten oprichten.
De Kazankerk diende als huiskerk voor de koninklijke familie en was oorspronkelijk door een overdekte gang van 50 meter lang verbonden met het tsarenpaleis. Na de verplaatsing van de residentie naar Sint-Petersburg raakte het paleis in verval totdat Catharina de Grote het ten slotte in de jaren 60 van de 18e eeuw liet afbreken. De Kazankerk werd daarna een gewone parochiekerk van Kolomenskoje. De overdekte gang werd in de 19e eeuw gesloopt.
In 1910 werden de muren van de kerk voor het eerst beschilderd.
Tijdens de Sovjetperiode werd de Kazankerk van 1941 tot 1942 gesloten voor de eredienst. Tegenwoordig worden in de kerk dagelijks meerdere malen erediensten gevierd.

## Heiligdommen
- Het wonderdoende Icoon van de Regerende Moeder Gods (ontdekt op 15 maart 1917 op de dag van de afzetting van tsaar Nicolaas, teruggekeerd naar de kerk op 27 juli 1990).
- Het Icoon van de Moeder Gods van Kazan (17e eeuw).